# Німецька кіноакадемія
Німецька кіноакадемія (нім. Deutsche Filmakademie) була заснована у Берліні 8 вересня 2003 року. Завданням академії є надання усім кіномитцям можливостей дискусійного майданчика, а також сприяння розвитку і просуванню німецького кіно за допомогою публікацій, кіносеансів, регулярних дискусійних заходів і сприяння наданню спеціальної кіноосвіти в навчальних закладах. З 2005 року члени Академії вибирають призера Німецької кінопремії (нім. Deutscher Filmpreis) (відомої також як «Лола»).
Німецька кіноакадемія позиціонує себе як незалежна організація і фінансується за рахунок внесків постійних та почесних членів організації, меценатів та членів товариств друзів кіно.
Академія налічує 1700 членів, що представляють усі творчі галузі німецької кіноіндустрії. Для набуття статусу дійсного члена Німецької кіноакадемії необхідно заручитися рекомендаціями як мінімум двох кіновиробників, які подали заявки на повне членство та були прийняті. Усі переможці Deutscher Filmpreis автоматично отримують повне членство в академії. Почесні члени призначаються за їх внесок у німецький кінематограф.
Першими президентами Німецької кіноакадемії були Сента Бергер та Гюнтер Рорбах. У 2010 році їх наступниками було обрано Ірис Бербен та Бруно Ґанца.
У 2008 році Німецькою кіноакадемією було запущено Портал знань німецької кіноакадемії — 24 (нім. 24 – Das Wissensportal der Deutschen Filmakademie). Портал надає інформацію про процеси у кіновиробництві та має забезпечити більш прозорою і підзвітною роботу незалежних режисерів.